# تينا براون (مجدفة)
تينا براون (بالإنجليزية: Christina Brown)‏ هي مجدفة أمريكية، ولدت في 5 يناير 1968 في بيتربورو في الولايات المتحدة.

## وصلات خارجية
- تينا براون على موقع الاتحاد الدولي للتجديف (الإنجليزية)
- تينا براون على موقع أوليمبيديا (الإنجليزية)